# Quercus ithaburensis
Quercus ithaburensis är en bokväxtart som beskrevs av Joseph Decaisne. Quercus ithaburensis ingår i släktet ekar, och familjen bokväxter.

## Underarter
Arten delas in i följande underarter:
- Q. i. ithaburensis
- Q. i. macrolepis

## Bildgalleri

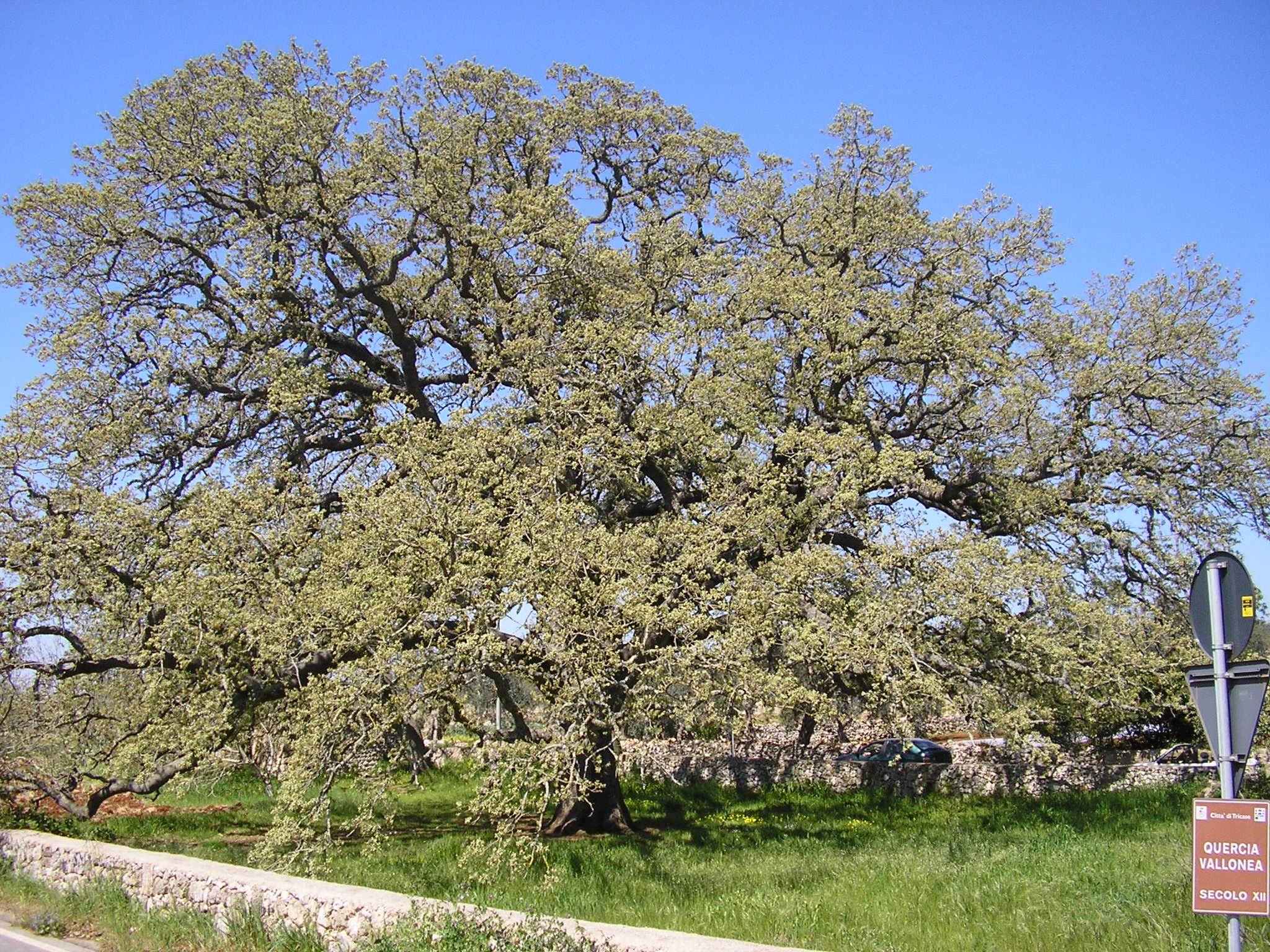
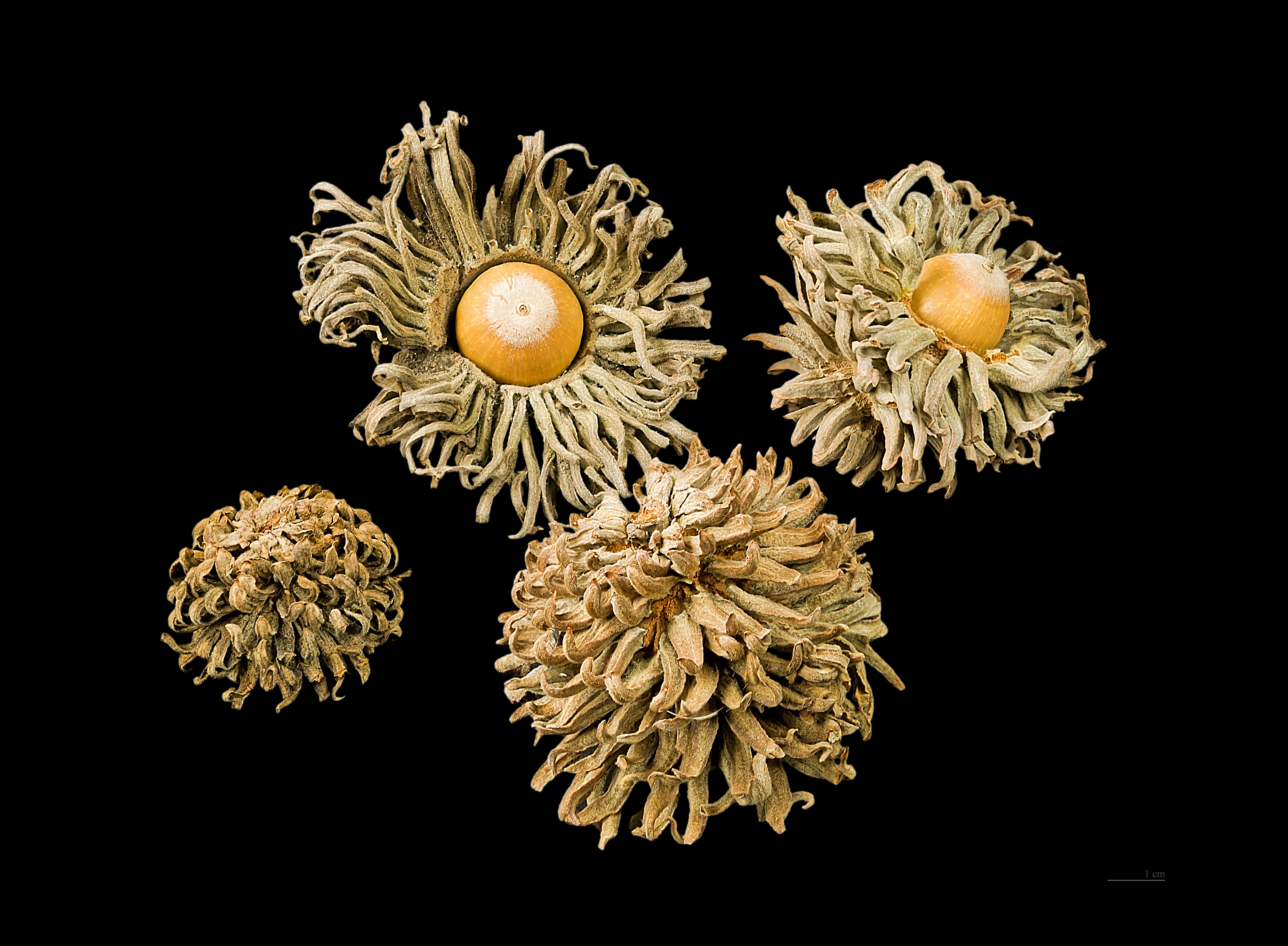
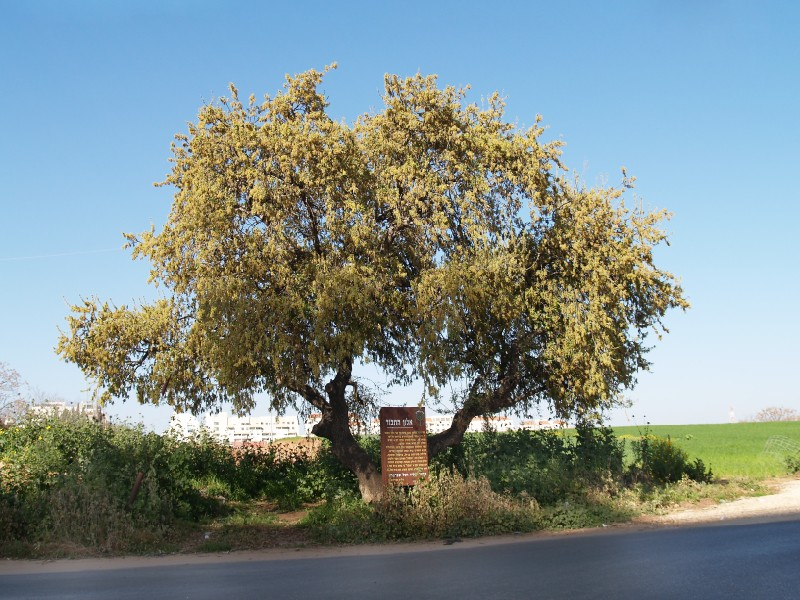
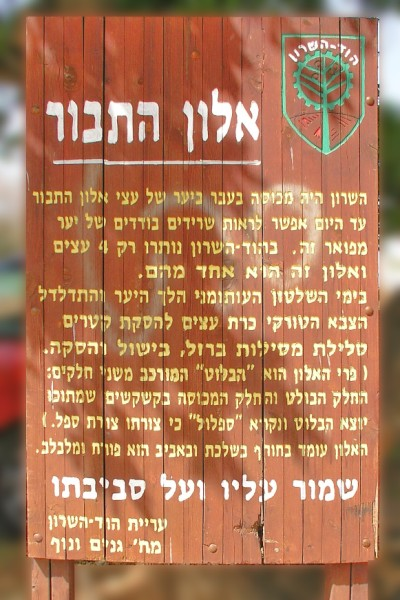